# Susan Formenová

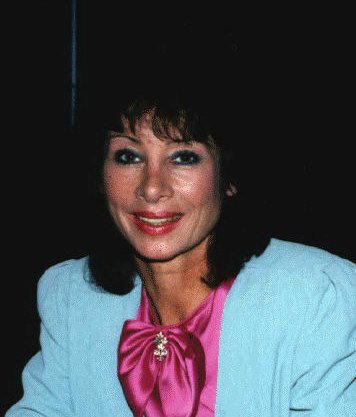
Carole Anne Fordová, představitelka Susan Formanové

Susan Foreman (česky Susan Formanová) je fiktivní postava z britského sci-fi televizního seriálu Pán času (v anglickém originále Doctor Who). Je vnučkou a jednou z původních společnic prvního Doktora. V letech 1963 až 1964 ji hrála herečka Carole Ann Fordová. V seriálu se vyskytuje celou první řadu a první dva díly druhé řady.

## Vystoupení

### Televize
Susan je představena v první epizodě seriálu Doctor Who, An Unearthly Child (1963) jako mimořádně inteligentní teenager. To upoutá pozornost jejích učitelů na Coal Hill School, Iana Chestertona (William Russell) a Barbaru Wright (Jacqueline Hill).Tyto učitelé potom sledovali Susan až na smetiště, kde našli jejího dědečka Doktora a jeho TARDIS, ve které Suzan bydlí. Tento stroj se ale během jejích nevítané návštěvy porouchal a dopravil je do doby 100 000 př. n. l..
Po tomto dobrodružství Susan pokračuje v cestování s Doktorem a jejími dva učiteli až do epizody The Dalek Invasion of Earth, která byla vysílaná v roce 1964. Během této události se Susan zamiluje do Davida Campbella (Peter Fraser), mladého bojovníka za svobodu v 22. století. Suzan cítí, že musí zůstat v TARDIS a starat se o dědečka, avšak Doktor si uvědomí, že Susan je nyní dospělá žena a zaslouží si v budoucnu od něj klid. A tak zamkne dveře od TARDIS, uletí a nechá Susan v 22. století.
Fordová si zopakovala roli Suzan ve výroční epizodě Pět Doktorů (1983), ale v této epizodě nepadla žádná zmínka o Davidovi. V novele popisující stejný příběh, jsou oba ve šťastném manželství. Fordová si roli ještě jednou zopakovala v roce 1993 v charitativní epizodě Dimension in Time.

### Jiná média
Postava Susan byla vložena i do jiných spin-off formátů. V roce 1983 Eric Saward napsal krátký příběh o Doktorovu odchodu z planety Gallifrey pro Radio Times. Příběh nazvaný Birth of a Renegade líčí Susan jako potomka Pána Času a zakladatele Rassilonu a jako poslední přeživší členku Gallifreyské královské rodiny. Tato povídka byla později označena za nekánonickou.